# Lâ-Todin
Lâ-Todin, également orthographié La-Toden ou Lâ-Toden ou Latoden, est une commune rurale et le chef-lieu du département de Lâ-Todin situé dans la province du Passoré de la région Nord au Burkina Faso.

## Géographie
Lâ-Todin se trouve à environ 30 km à l'ouest du centre de Yako, le chef-lieu de la province, et de la route nationale 2 reliant le centre au nord du pays. La commune est traversée par la route régionale 21 qui relie Yako à Yaba.

## Économie
Chef-lieu du département, l'économie de Lâ-Todin est principalement basée sur les échanges commerciaux, assurés par son important marché central, les commerces, et les services publics (santé, éducation, sécurité).

## Santé et éducation
Lâ-Todin accueille un centre de santé et de promotion sociale (CSPS) tandis que le centre médical avec antenne chirurgicale (CMA) de la province se trouve à Yako.

## Culture et patrimoine

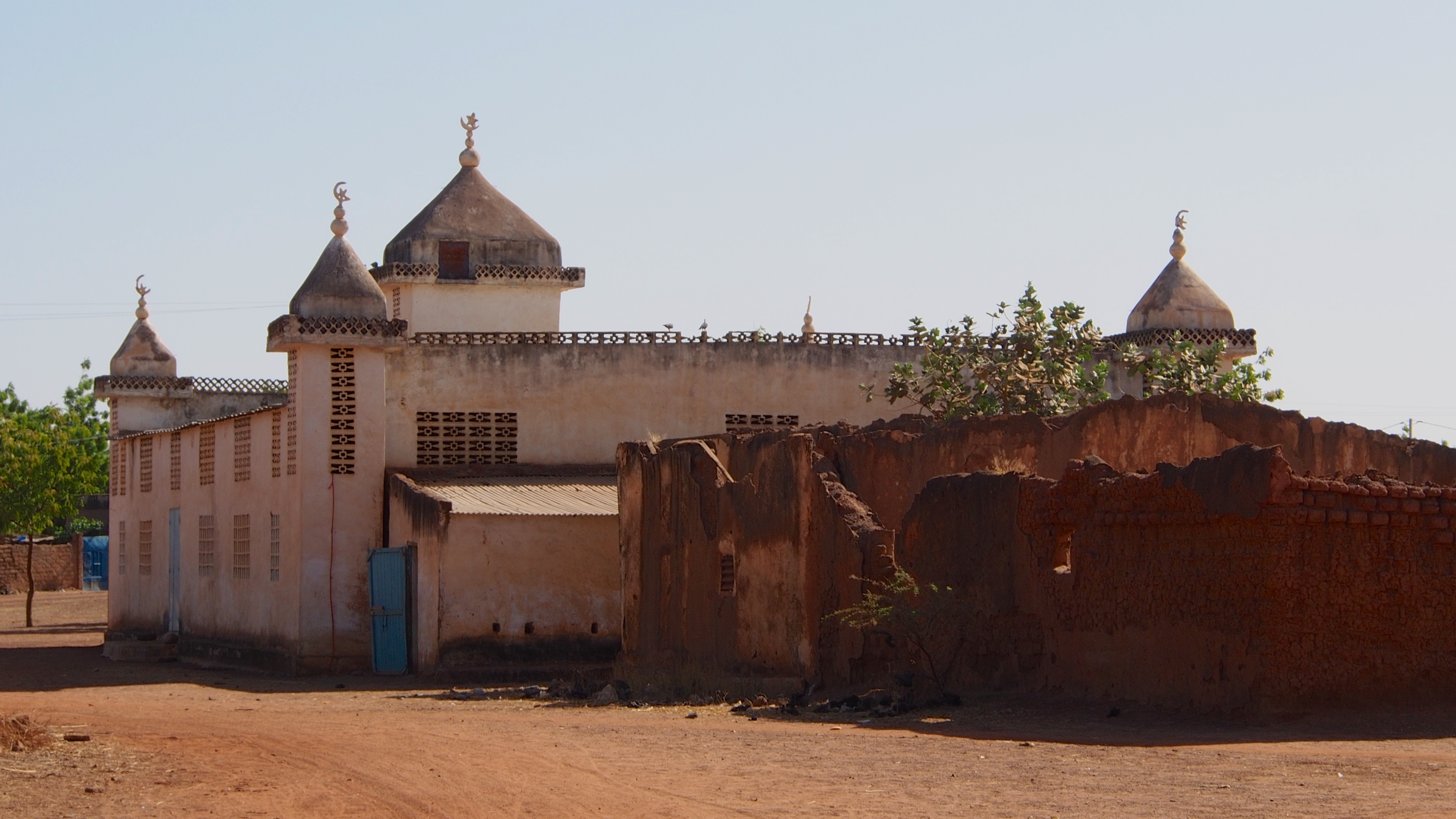
La mosquée de Lâ-Todin

La ville accueille une importante mosquée.